# Mirabello (Terre del Reno)

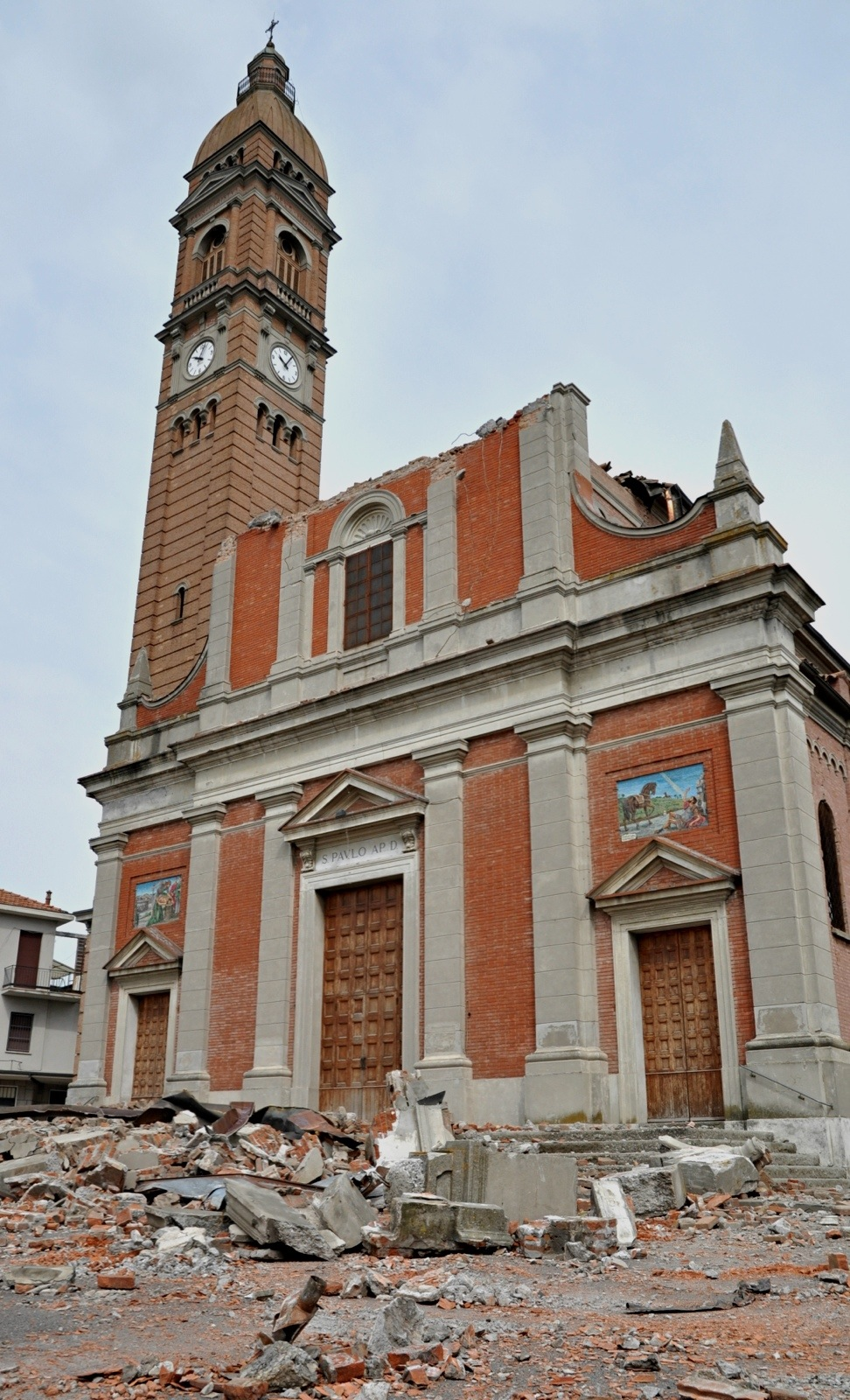
Kerk van San Paolo (Mirabello) na de aardbeving van 2012

Mirabello is een gemeente in de Italiaanse provincie Ferrara (regio Emilia-Romagna) en telt 3407 inwoners (31-12-2004). De oppervlakte bedraagt 16,1 km², de bevolkingsdichtheid is 208 inwoners per km².

## Demografie
Mirabello telt ongeveer 1420 huishoudens. Het aantal inwoners daalde in de periode 1991-2001 met 4,2% volgens cijfers uit de tienjaarlijkse volkstellingen van ISTAT.
| Jaar | Inwoneraantal |
| ---- | ------------- |
| 1991 | 3481          |
| 2001 | 3334          |

## Geografie
De gemeente ligt op ongeveer 15 meter boven zeeniveau.
Mirabello grenst aan de volgende gemeenten: Bondeno, Poggio Renatico, Sant'Agostino, Vigarano Mainarda.
Argenta · Berra · Bondeno · Cento · Codigoro · Comacchio · Copparo · Ferrara · Formignana · Goro · Jolanda di Savoia · Lagosanto · Masi Torello · Massa Fiscaglia · Mesola · Migliarino · Migliaro · Mirabello · Ostellato · Poggio Renatico · Portomaggiore · Ro · Sant'Agostino · Tresigallo · Vigarano Mainarda · Voghiera
- Virtual International Authority File: 247391660